# Шумкавиче
Шумкавиче (Pulicaria vulgaris) е вид покритосеменно растение, принадлежащо към семейство Сложноцветни. Растението е включено в списъка на лечебните растения съгласно Закона за лечебните растения.
Неговият роден ареал е от Европа до Западен Сибир, Хималаите и Северна Африка.
На територията на България видът е изчезнал.